# The Moment (film 2013)
The Moment è un film del 2013 diretto da Jane Weinstock. 

## Trama
La trama si svolge tra passato e presente, seguendo la storia di una fotografa di successo, Lee, che viene coinvolta in un caso di omicidio.
Nel passato, Lee soffriva di disturbi mentali e veniva seguita da un terapista, John, che aiutava a gestire i suoi episodi di perdita di memoria. Nel presente, Lee scopre che un uomo, Peter, è stato assassinato e si trova coinvolta nella sua morte. Mentre cerca di ricostruire i frammenti della sua memoria per scoprire perché è coinvolta nell'omicidio, Lee inizia a dubitare della sua sanità mentale.
Nel corso delle indagini, Lee scopre che ha un legame misterioso con Peter e che il suo terapista, John, potrebbe non essere chi dice di essere. Mentre la sua salute mentale si deteriora, Lee si scontra con il passato oscuro che ha cercato di nascondere e si ritrova coinvolta in una rete di cospirazioni, inganni e tradimenti.
Attraverso una serie di flashback e indagini, Lee scopre che la sua mente è stata manipolata e che le sue stesse azioni potrebbero aver contribuito all'omicidio di Peter. Nel disperato tentativo di recuperare la sua sanità mentale, Lee si impegna a scoprire la verità dietro gli eventi che hanno portato all'omicidio.